# بيير فيكتور غالتير
بيير فيكتور غالتير (بالفرنسية: Pierre-Victor Galtier)‏ كان طبيب بيطري وأستاذ بالمدرسة الوطنية للبيطرة بليون، مختص في علم الأمراض المعدية، تشريع الرقابة والتجارة الصحية والأدوية. قام بتطوير لقاح داء الكلب والذي أظهر نجاح تجريبي على حيوانات المختبر.